# 서울영일초등학교
서울영일초등학교(서울永一初等學校)는 대한민국 서울특별시 구로구 가리봉동에 있는 공립 초등학교이다.

## 학교 연혁
- 1967년 11월 29일 서울가리봉국민학교 개교(설립인가 9월 15일)
- 1968년 4월 1일 서울영일국민학교로 개칭
- 1991년 9월 1일 남여교사 휴게실 설치
- 1993년 8월 31일 양궁장 설치
- 1994년 5월 30일 예절실 신설
- 1995년 3월 28일 급식실 개관식
- 1996년 3월 1일 서울영일초등학교로 개칭
- 2000년 10월 27일 학내 전산망 설치
- 2001년 5월 3일 도서관 개관
- 2001년 9월 12일 예절실 개관
- 2003년 4월 9일 정보화 센터 개관식
- 2003년 11월 20일 방과후 통합프로그램 교실 개관
- 2006년 8월 25일 과학실 현대화 사업
- 2009년 6월 1일 남부특수교육지원센터(마중물) 준공
- 2012년 11월 2일 영일도서관 리모델링, 영일뜨락(학생쉼터), 행복교실(상담실) 개관
- 2015년 10월 30일 영일 은행잎 축제
- 2016년 10월 21일 영일 한마음 체육대회
- 2017년  7월 11일 서울시장기 야구대회 우승
- 2018년 12월 28일 꿈담교실 공사
- 2019년  7월 17일 방송실 개선
- 2020년  3월  1일 신입생 온라인 입학(51명)
- 2020년  8월 10일 방음벽 설치공사(구청)
- 2021년  6월 30일 미래교실 구축
- 2021년 11월 30일 모래놀이치료실, 미술치료실 설치 공사
- 2022년 10월 23일 회장기 전국초등 야구대회 3위
- 2023년  2월 28일 교육복지실 설치
- 2023년  9월 1일 20대 이인배 교장 취임
- 2024년  3월 1일 다문화 연구학교 운영(1년차)
- 2024년  7월 3일 숨 편한 포레스트 학교숲 11호 완공식
- 2024년  7월 15일 서울컵 유소년 야구대회 준우승

```
 2017년 10월
```

## 참고 자료
- 서울영일초등학교 - 한국교육학술정보원 학교알리미